# 1613년
1613년은 화요일로 시작하는 평년이다.

## 연호
- 명(明) 만력(萬曆) 41년
- 일본(日本) 게이초(慶長) 18년
- 후 레 왕조(後黎朝) 호앙딘(弘定) 14년
- 막 왕조(莫朝) 끼엔통(乾統) 21년

## 기년
- 류큐(琉球) 쇼네이왕(尚寧王) 25년
- 명(明) 신종 만력제(神宗 萬曆帝) 41년
- 조선(朝鮮) 광해군(光海君) 5년
- 후 레 왕조(後黎朝) 경종(敬宗) 14년

## 사건
- 음력 4월 25일 - 계축옥사의 발단 칠서지옥

## 사망
- 9월 8일 - 이탈리아의 작곡가 카를로 제수알도.
- 10월 9일 - 조선 중기의 문신 한음 이덕형